# Poe (cantora)
Poe (Annie Decatur Danielewski, Nova Iorque, 23 de março de 1968) é uma cantora e compositora americana, filha do diretor cinematográfico polonês Tad Danielewski e irmã do escritor Mark Z. Danielewski.
O estilo musical de Poe é uma mistura de rock, jazz, electro, folk e elementos de hip hop, combinadas com composições líricas íntimos. Muitas das canções de Poe foram caracterizados em filmes e na televisão. Poe teve o primeiro hit nas paradas de rock moderno em 1995. 
Alguns de seus primeiros singles nas paradas incluído "Angry Johnny", "Trigger Happy Jack", "Hello", e "Hey Pretty." Os Vídeos destes singles tiveram alta rotação na MTV. Poe passou seis anos com a Atlantic Records  e está atualmente em seu próprio selo, Repoezessed Music Records ".
Destaca-se o envolvimento precoce de Poe com sua comunidade online de fãs. Seu web site, e os sites de fãs que a apoiaram no início de sua carreira, antecedeu plataformas de redes sociais modernas e estavam entre os primeiros de sua espécie. Atlantic Records, Vice-Presidente Sênior de New Media, Nikki Sleight, a que se refere ao poder em linha de Poe e comunicação one-on-one com milhares assistir seus shows como "inédito e fenomenal" em entrevista de 1997 à revista Sleight Web
Em 2004, ela co-fundou a agência de inovações digitais Assinatura criativo com John Gheur. 

## Discografia

### Álbuns
- 1995: Hello
- 2000: Haunted

### Singles
- 1995: Trigger Happy Jack (Drive by a Go-Go)
- 1995: Angry Johnny
- 1996: Hello
- 1998: Today
- 1998: Rise and Shine
- 1998: Control
- 2000: Walk the Walk
- 2001: Hey Pretty (Drive-by 2001 remix)
- 2001: Wild